# Rhegmatophila alpina
Rhegmatophila alpina là một loài bướm đêm thuộc họ Notodontidae. Nó được tìm thấy ở miền nam Alps, Balkan và Tây Ban Nha.
Sải cánh dài 17–18 mm. Con trưởng thành bay từ tháng 5 đến tháng 9 làm hai đợt tùy theo địa điểm.
Ấu trùng ăn các loài Populus và Salix.